# Raivuna leptorhina
Raivuna leptorhina är en insektsart som först beskrevs av Walker 1851.  Raivuna leptorhina ingår i släktet Raivuna och familjen Dictyopharidae. Inga underarter finns listade i Catalogue of Life.